# Quercus fabrei
Quercus fabrei Hance – gatunek roślin z rodziny bukowatych (Fagaceae Dumort.). Występuje naturalnie w Chinach – w prowincjach Anhui, Fujian, Guangdong, Kuejczou, Henan, Hubei, Hunan, Jiangsu, Jiangxi, Shaanxi (w południowej części), Syczuan, Junnan oraz Zhejiang, a także w regionie autonomicznym Kuangsi. 

## Morfologia
PokrójZrzucające liście drzewo dorastające do 20 m wysokości.
LiścieBlaszka liściowa ma kształt od odwrotnie jajowatego do eliptycznie odwrotnie jajowatego. Mierzy 7–15 cm długości oraz 3–8 cm szerokości, jest piłkowana przy wierzchołku, ma nasadę od zaokrąglonej do klinowej i tępy lub krótko spiczasty wierzchołek. Ogonek liściowy jest owłosiony i ma 3–5 mm długości.
OwoceOrzechy zwane żołędziami o jajowatym kształcie, dorastają do 17 mm długości i 7–12 mm średnicy. Osadzone są pojedynczo w miseczkach w kształcie kubka, które mierzą 4–8 mm długości i 8–11 mm średnicy. Orzechy otulone są w miseczkach do 35% ich długości.

## Biologia i ekologia
Rośnie w lasach mieszanych. Występuje na wysokości do 1900 m n.p.m. Kwitnie w kwietniu, natomiast owoce dojrzewają w październiku.